# Jastrzębiec
Jastrzębiec (ook: Accipiter, Bolesta, Boleszczyc, Boleszyc, Boleszycz, Boleścic, Jastrząb, Jastrząbek, Jastrzęby, Kamiona, Kaniowa, Kudborz, Kudbrzyn, Lubrza, Ludbrza, Łazanki, Łazęka, Nagóra, Zarazy) was de grootste Poolse heraldische clan (ród herbowy) van middeleeuws Polen en later het Pools-Litouwse Gemenebest. De oudste vermelding van Jastrzębiec is het zegel van Adam Kamienia uit 1319.
De historicus Tadeusz Gajl heeft 1738 Poolse Jastrzębiec-clanfamilies geïdentificeerd. Enkele ledenfamilies (ongeveer 10) van de heraldische stam droegen de titels van graaf en baron, zoals de Graven van Litwicki 

## Telgen
De clan bracht de volgende bekende telgen voort:
- Piotr Myszkowski, bisschop
- Wojciech I van Jastrzębiec, aartsbisschop
- Józef Ignacy Kraszewski, schrijver
- Andrzej Niemirowicz, Hetman en staatsman
- Edmund Taczanowski, generaal
- Władysław Taczanowski, dierkundige
- Jan Skrzetuski, personage in het boek Met Vuur en Zwaard

## Varianten op het wapen van Jastrzębiec

Wapen van de prinsen Połubiński
Wapen van de graven Bobrowski
Wapen van de graven Grzębski
Wapen van de graven Karśnicki
Wapen van de graven Koziebrodzki
Wapen van de graven Kuczkowski
Wapen van de graven Zborowski
Wapen van de graven Taczanowski
Wapen van de graven Piniński
Wapen van de markiezen Myszkowski
Wapen van baron Józef Borowski
Wapen van baron Maciej Niemyski

## Galerij

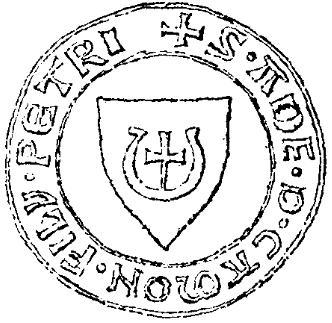
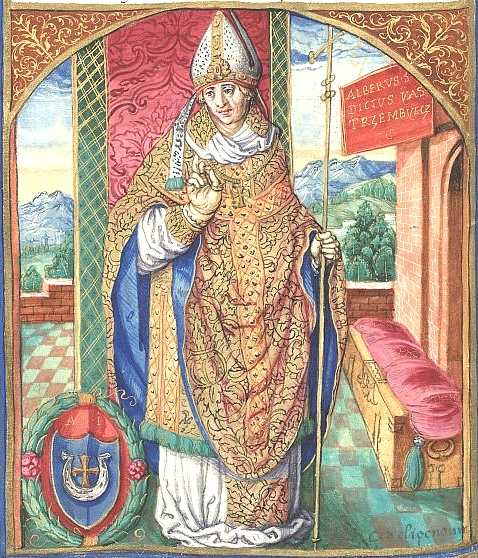
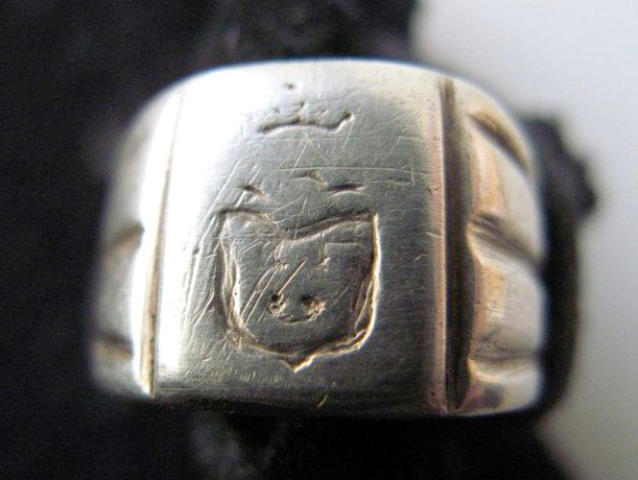